# Philibert Du Croisy

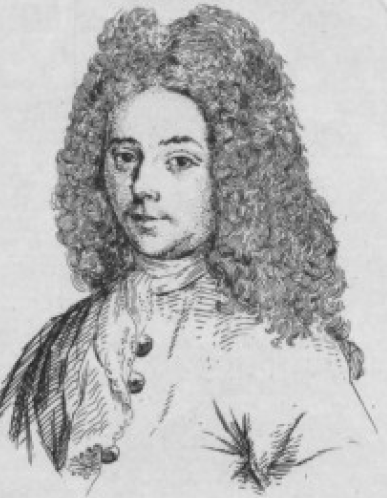
Philibert Gassot

Philibert Du Croisy, egentligen Gassot du Croisy, född 1634, död 3 maj 1695, var en fransk skådespelare.
Du Croisy var från 1659 anställd vid Molières teater i Paris men följde efter mästarens död 1673 sina kamrater till Théâtre Guénégaud och tillhörde 1680-89 den nybildade Théâtre-Français. Du Croisy är känd som den förste framställaren av Molières Tartuffe.